# Estilo Harvard de citas
El estilo Harvard de citas, sistema de autor-año o sistema de autor-fecha (entre otros nombres) es un estilo de cita que utiliza una forma abreviada de la referencia bibliográfica a la fuente de la cita (los apellidos de los autores, el año de edición y opcionalmente las páginas citadas) inmediatamente después del material citado dentro del texto; las referencias completas se encuentran ordenadas alfabéticamente en una sección aparte, generalmente llamada bibliografía. Otro sistema del tipo autor-año, a veces llamado también sistema Harvard (debido a que se suele combinar a ambos y son muy similares), es el estilo APA.

## Citas textuales
En el sistema Harvard tras el texto citado, si el autor no es citado directamente en el mismo, se incluyen entre paréntesis su apellido o apellidos, el año de edición y opcionalmente la página o páginas citadas. Si el autor es citado directamente en el texto, dentro de los paréntesis solo se incluye el año y las páginas.
El formato más habitual es el de (autor o autores, año:número de página) o (autor o autores año, número de página), por ejemplo:
- (Ramanujan, 1957: 15), (Ramanujan 1957, 15).

aunque existen otras variantes, que a veces también se llaman sistema Harvard (Separar el autor y el año por una coma, utilizar p., pág., pp. o págs. antes del número de página, etc). Por ejemplo, en el sistema APA:
- (Ramanujan, 1957, p. 15)

## Lista de referencias o bibliografía
Las referencias bibliográficas se listan por orden alfabético de autores, y en caso de que se encuentren varios
trabajos de los mismos autores, por orden cronológico. El formato exacto de las referencias puede variar dependiendo de la disciplina o de la editorial.

## Ejemplos (La sintaxis puede variar según el sistema autor-año utilizado)
- Para realizar una cita directa de la primera edición del libro El Capital, podríamos hacer lo siguiente:

De acuerdo con la teoría marxista, la acumulación primitiva del capital aparece en el comercio que vincula a comunidades cuya forma de producción no es aún capitalista; tiene su origen en la actividad de compraventa que persigue la obtención de un beneficio, fundada en las distintas condiciones de producción de distintas comunidades. El capital mercantil es la primera forma de las varias (como el capital bancario o el rentista) que preceden al desarrollo de la industria (Marx, 1867, p. 290)

Luego en la sección de referencias, la referencia completa se escribe como a continuación:
- Marx, Karl (1867). Das Kapital. Kritik der politischen Oekonomie. Band 1: Der Produktionsprocess des Kapitals. Hamburgo: Meissner. OCLC 7423266.

Así, la referencia contiene suficiente información para ubicar la obra consultada en la sección de bibliografía.
- Si realizamos una cita indirecta donde el nombre del autor aparece en el texto, basta con especificar el año entre paréntesis; otra redacción del ejemplo precedente diría:

De acuerdo con Marx (1867, p. 290), la acumulación primitiva del capital aparece en el comercio...

## Reglas
Existen algunas reglas adicionales:
Cita con múltiples autores
Si la fuente citada es de dos autores deben indicarse ambos; pero si autoría es múltiple, se mencionará al primero de ellos seguido por la abreviatura et al. (del latín, «y otros»).
| Ejemplos          |                                                  | |
| Número de autores | Mención en el texto                              | Referencia bibliográfica |
| Dos               | Watson y Crick (1953) o (Watson y Crick, 1953)   | Watson, James; Crick, Francis (1953). «Molecular Structure of Nucleic Acids. A structure for Desoxyribose Nucleic Acid». Nature 171 (4356): 737-738.                           |
| Más de dos        | Johanson et al. (1978) o (Johanson et al., 1978) | Johanson, D.; White, T. D. y Coppens, Y. (1978). «A new species of the genus Australopithecus (Primates: Hominidae) from the Pliocene of Eastern Africa». Kirtlandia 28: 1-14. |

Cita de varias obras de los mismos autores y año
Si se menciona más de una obra publicada en el mismo año por los mismos autores, una letra minúscula se pospone al año como ordinal («2000a», «2000b», «2000c», etcétera);
Otras
- los artículos periodísticos se citan por el nombre del autor, si este aparece en la volanta, o por el de la publicación si no se dispone de una atribución específica;
- las obras publicadas sin especificación de fecha se citan como «s.a.» («sin año»);
- en el caso de una reedición muy alejada en el tiempo de la publicación original, puede especificarse esta última entre corchetes para facilitar al lector la comprensión de la cronología de las publicaciones; una reedición moderna del texto de Marx podría citarse como «(Marx [1867] 1975)».